# Helmintologie
Helmintologie (Din greaca ἑλµινθο-, ἕλµινς = vierme + λογία = știință) este o ramură a zoologiei care se ocupă cu studiul complex al viermilor (paraziți și neparaziți) și o ramură a parazitologiei care se ocupă cu studiul viermilor paraziți (ai omului, animalelor, plantelor), bolilor cauzate de ei  și al mijloacelor de combatere a lor.
Zoologul Karl Rudolphi (1771–1832) este considerat părintele helmintologiei.
Ca ramură a științei biologice, helmintologia și parazitologia se ocupă atât cu studiul morfo-funcțional al paraziților și helminților animali și vegetali, cât și a relațiilor dintre ei și gazdele lor, în scopul cunoașterii acestor interacțiuni, elaborării metodelor și procedeelor de prevenire și combatere, optimizarea condițiilor care asigură funcționarea normală a sistemelor vii, menținerea diversității biologice și diminuarea acțiunilor paraziților, fitoparaziților și helminților, precum și crearea condițiilor sanogene în mediul ambiant.